# 섬부엉이
섬부엉이(일본어: 島梟 시마후쿠로[*], Blackiston's fish owl)는 올빼미과 고기잡이부엉이속에 딸린 부엉이의 일종이다. 만주, 연해주, 사할린, 북해도에 서식한다.